# 卓越勋章 (牙买加)
卓越勋章（Order of Excellence）是牙买加国家授勋及嘉奖制度規定的6枚勋章之一，只颁发给现任或前任外国国家元首或政府首脑。该勋章创设于2003年，是牙买加8枚勛章中最後设立的勋章。